# Salyan

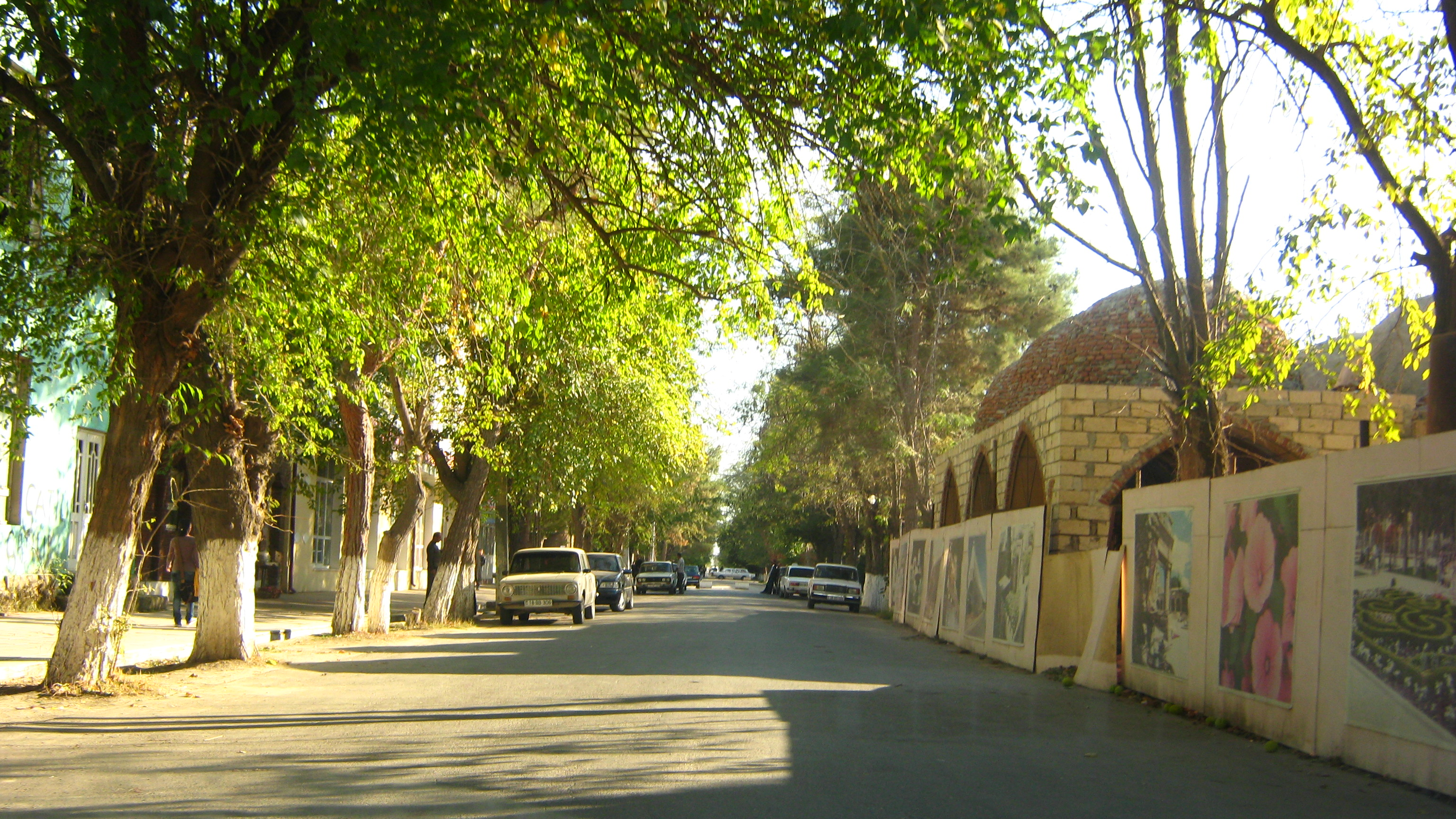
Ulica w mieście Salyan

Salyan – miasto we wschodnim Azerbejdżanie, stolica rejonu Salyan. Liczy 38 498 mieszkańców (dane na rok 2008). Ośrodek przemysłowy.